# Sufetula macropalpia
Sufetula macropalpia là một loài bướm đêm trong họ Crambidae.